# Liste hebräischer Schriftsteller
Die Liste enthält hebräischsprachige Schriftsteller, Autoren und Dichter bis zum 19. Jahrhundert. Für die Neuzeit siehe Liste neuhebräischer Schriftsteller.

## A
- Abraham ibn Esra (1092–1167), andalusischer  Schriftsteller und Philosoph
- Abraham Abulafia (1240–nach 1291), andalusischer Kabbalist
- Meir ha-Levi Abulafia (ca. 1165–1244), spanisch-jüdischer Autor und Talmudgelehrter
- Schmuel Archevolti (1515–1611), italienischer Grammatiker und Dichter

## D
- Schabbtai Donnolo (913–nach 982), italienischer Arzt und Schriftsteller
- Dunasch ben Labrat (ca. 920–990), andalusischer Dichter und Grammatiker

## E
- Wolf Ehrenkranz: Siehe Welwel Zbarzer
- Elasar ha-Qallir (6./7. Jahrhundert), liturgischer Dichter (Pajjtan)

## F
- David Franco-Mendes (1713–1792), niederländisch-jüdischer Dramatiker und Übersetzer

## G
- Abraham Bär Gottlober (1810–1899), hebräischer und jiddischer Dichter, Journalist, Aufklärer

## I
- Immanuel ha-Romi (1261–1335), italienischer Dichter
- Isaak Abrabanel (1437–1508), Bibelkommentator und Philosoph
- Isaak ben Salomon Israeli (840/850–um 932), nordafrikanischer Arzt und Philosoph

## J
- Jakob ibn Tibbon (1236–1307), Übersetzer und Autor
- Jehuda ben Isaak Abravanel (um 1460–nach 1521), Philosoph, Dichter und Arzt
- Jehuda ibn Tibbon (1120–1190), Übersetzer
- Jehuda ha-Levi (um 1075–1141), andalusischer Philosoph und Dichter

## K
- Kalonymus ben Kalonymus (1286–nach 1328) provencalischer Autor und Übersetzer
- David Kimchi (1160–1235), Grammatiker und Exeget
- Joseph Kimchi (1105–1170), spanisch-provencalischer Grammatiker und Exeget

## L
- Micha Josef Lebensohn (1828–1852), hebräischer Dichter und Übersetzer
- Elijah Levita (1469–1549)
- Mosche Chaim Luzzatto (1707–1746), italienischer Lyriker und Philosoph
- Samuel David Luzzatto (1800–1865), italienischer Lyriker und Philosoph

## M
- Meir von Rothenburg (um 1215–1293), Rabbiner und Talmudgelehrter
- Meshullam ben Menahem da Volterra (15. Jahrhundert), italienischer Kaufmann und Reiseschriftsteller
- Moses Cordovero (1522–1570), Kabbalist
- Moses ibn Esra (um 1055–um 1138), andalusischer Schriftsteller und Philosoph
- Moses ibn Tibbon (13. Jahrhundert), Übersetzer und Autor

## N
- Israel Nadschara (1555–1628), liturgischer und weltlicher Dichter

## P
- Schlomo de Piera (1340/50–nach 1417) spanischer Schriftsteller

## S
- Samuel ibn Tibbon (1160–1230), Übersetzer und Autor
- Schmuel ha-Nagid (993–1056), andalusischer Dichter und Politiker
- Solomon ibn Gabirol (1021–1058), andalusischer Lyriker und Philosoph
- Chajim Slonimski (1810–1904), polnischer hebräischer wissenschaftlicher Schriftsteller und Journalist

## W
- Hartwig Wessely (1725–1805), deutscher Aufklärer der Haskala

## Z
- Mose Zacuto (um 1625–1697), Dichter und Kabbalist
- Welwel Zbarzer (1826–1883), hebräischer und jiddischer Volkssänger